# 全球防衛雜誌
《全球防衛雜誌》是一本台灣軍事雜誌，以月刊形式出刊，創刊於1984年8月，發行單位為「全球防衛雜誌社有限公司」。

## 簡介
《全球防衛雜誌》的內容涵蓋世界各國軍事裝備與科技、各國國防政策與評論、戰史與軍事新聞報導。
《全球防衛雜誌》發行地點除了台灣以外，還包含了香港、新加坡、中國大陸。該雜誌在香港以《軍事家雜誌》為名發行。

## 參閱
- 尖端科技軍事雜誌
- 國防譯粹

## 外部連結
- 全球防衛雜誌官方網站
- 軍事家-全球防衛雜誌-Defence-International的Facebook專頁